# Sistema microsomiale di ossidazione dell'etanolo
Il sistema microsomiale di ossidazione dell'etanolo (microsomal ethanol oxidizing system o MEOS, ora chiamato sistema CYP450) è una via alternativa per la metabolizzazione dell'etanolo che si manifesta nel reticolo endoplasmatico liscio, durante l'ossidazione in acetaldeide. Sebbene svolga un ruolo minore nell'individuo medio, un consumo continuativo di alcol permette un aumento della sua attività.
Il sistema MEOS richiede l'attività dell'enzima CYP2E1, il quale adopera come coenzima il citocromo P450. L'affinità che l'etanolo possiede nei confronti di questo enzima è inferiore rispetto a quello verso l'alcol deidrogenasi (ADH), per cui in individui non avvezzi al consumo di alcol la sua attivazione è inevitabilmente ritardata.
La via MEOS converte l'etanolo ad acetaldeide mediante una reazione redox, in cui i due elettroni persi dall'etanolo vengono usati per la riduzione della molecola di ossigeno (O2) a dare acqua (H2O). Il donatore degli atomi di idrogeno è NADPH, producendo così NADP+. Questa reazione è esotermica e consuma ATP, per cui si ipotizza che etilisti cronici possiedono un maggior dispendio energetico.
L'aumento del dispendio energetico sembra essere spiegato, secondo recenti studi, dal fatto che per metabolizzare 7 cal/g di etanolo il sistema MEOS dissipa 9 calorie. Il che significa che vi è una perdita di 2 calorie per grammo di etanolo ingerito.